# Hajdúsámson
Hajdúsámson  este un oraș în districtul Debrecen, județul Hajdú-Bihar, Ungaria, având o populație de 13.046 de locuitori (2011). 

## Demografie
Componența etnică a orașului Hajdúsámson
     Maghiari (93,74%)
     Romi (5,08%)
     Necunoscut (0,31%)
     Alții (0,87%)
Componența confesională a orașului Hajdúsámson
     Fără religie (30,27%)
     Reformați (29,07%)
     Romano-catolici (7,73%)
     Greco-catolici (4,42%)
     Necunoscută (27,69%)
     Alte religii (4,28%)
Conform recensământului din 2011, orașul Hajdúsámson avea 13.046 de locuitori. Din punct de vedere etnic, majoritatea locuitorilor (93,74%) erau maghiari, cu o minoritate de romi (5,08%). Apartenența etnică nu este cunoscută în cazul a 0,31% din locuitori. Nu există o religie majoritară, locuitorii fiind persoane fără religie (30,27%), reformați (29,07%), romano-catolici (7,73%) și greco-catolici (4,42%). Pentru 27,69% din locuitori nu este cunoscută apartenența confesională.